# ژرژ فیلیاس وانیر
ژرژ فیلیاس وانیر (انگلیسی: Georges Vanier; ۲۳ آوریل ۱۸۸۸ – ۵ مارس ۱۹۶۷) سیاست‌مدار اهل کانادا بود. وی همچنین برندهٔ جوایزی همچون لژیون دونور، شوالیه‌های مالت، و لژیون افتخار شده‌است.